# Abax beckenhauptii
Abax beckenhauptii – gatunek chrząszcza z rodziny biegaczowatych i podrodziny dzierowatych.

## Taksonomia
Gatunek ten opisany został po raz pierwszy w 1812 roku przez Caspara Erasmusa Duftschmida pod nazwą Carabus beckenhauptii. W 1927 roku Erwin Schauberger wyznaczył go gatunkiem typowym nowego podrodzaju Pterostichoabax.
Wyróżnia się w jego obrębie pięć podgatunków:
- Abax beckenhauptii albiensis J. Miiller, 1925,
- Abax beckenhauptii beckenhauptii Duňschmid, 1812,
- Abax beckenhauptii bohiniensis J. Miiller, 1926,
- Abax beckenhauptii carnicus Ganglbauer, 1902,
- Abax beckenhauptii schatzmayri J. Miiller, 1926.

## Morfologia
Chrząszcz o wydłużonym ciele długości od 13 do 17 mm, nieco szerszym i bardziej spłaszczonym niż u A. ecchelii. Ubarwienie ma lśniąco czarne z rudą lub rudobrązową większą częścią odnóży. Pokrywy mają całkowicie obrzeżone podstawy, zaokrąglone, pozbawione ząbków czy kątów barki, większość międzyrzędów równej szerokości, międzyrząd siódmy w części barkowej płaski, niewyniesiony kilowato, a międzyrząd ósmy pośrodku długości co najmniej w połowie tak szeroki jak siódmy.

## Ekologia i występowanie
Owad ten zasiedla tereny górskie i wysokogórskie wschodniej części Alp. Podgatunek nominatywny podawany jest z północnych Włoch, Słowenii oraz Karyntii i Styrii w Austrii. A. b. schatzmayri jest endemitem północnych Włoch. Pozostałe trzy podgatunki znane są zarówno z północnych Włoch, jak i Słowenii.